# Antoniuskapel (Sinderen)
De Antoniuskapel is een zaalkerkje in Sinderen in de Nederlandse gemeente Oude IJsselstreek. De kapel uit 1150 maakte deel uit van het rond 1876 verdwenen kasteel Sinderen. Deze bidkapel van de heren van Sinderen werd opgedragen aan de heilige Antonius Abt, beschermheilige tegen de varkensziekten. Er werden in de loop van de geschiedenis afwisselend katholieke en protestantse kerkdiensten gehouden.

## Geschiedenis

### Antoniuskapel
De kapel werd in 1150 door de heren van Kasteel Sinderen gesticht en opgetrokken in hout. Een kilometer verderop ontstond in de 13e eeuw het dorp Sinderen. De kapel werd gebruikt door de kasteelheren en het omringende landvolk. Het gebouw werd in 1660 door de bliksem getroffen, maar met behulp van collectegeld uit de buurtgemeenten in 1662 in steen herbouwd. Dit wordt aangegeven op de gevelsteen boven de ingang, met de tekst SVM RAEDIFICATVM 1662.
In de loop der eeuwen was het gebouw niet alleen als kerk in gebruik, maar tot 1853 ook als school voor de dorpskinderen, er werd daarvoor in 1840 nog een stuk aangebouwd aan de oostkant. Soms droogde men er tabak. In 1958 en in 1986 werd het interieur ingrijpend gerenoveerd. Op 30 juni 2012 vierde men het 350-jarig bestaan.

### Adellijke begraafplaats
De begraafplaats was vroeger veel groter en strekte zich ver aan de oostkant uit, nu ligt daar een weiland. Er werden gewone burgers begraven, zowel katholieken als protestanten. Vanaf 1741 kunnen we hierover lezen in de dodenboeken. In 1861 werd er voor het laatst begraven, vanaf 1876 was het verboden.
Tegenwoordig bevindt zich op de begraafplaats uitsluitend nog de grafkelder van de laatste adellijke bewoners op het kasteel: de familie Ruebel. Zichtbaar is de grafsteen van de jong overleden Bertha Ruebel. In 1915 werd de NH-gemeente te Varsseveld eigenaar van de begraafplaats. Men restaureerde de verwilderde begraafplaats in 2002/2003. Aan de weg werd een informatiebord geplaatst.
In 2019 is door de steenhouwer uit Ulft, Henk Welling, een nieuwe steen gemaakt voor het graf van Bertha Ruebel. Deze is geplaatst op 3 December 2019 door de Werkgroep Huis Sinderen en de steenhouwer. 

### Functie
Vanaf 2007 maakt de kapel deel uit van de PKN en de Protestantse Gemeente Varsseveld. Regelmatig vinden er zowel kerk- als trouwdiensten plaats. Overluiden is een oud gebruik: nog steeds wordt de kapelklok geluid, wanneer er een sterfgeval is op Sinderen. Ver klinkt het heldere geluid over de landerijen, met de boodschap dat iemand uit de dorpsgemeenschap is heengegaan.

## Gebouw
Het witgepleisterde gebouw is een zaalkerkje met spitsboogvensters. Het heeft een houten klokkenstoel op het dak met een klok uit het begin van de 17e eeuw, de doorsnede van de klok bedraagt 36 cm. In het interieur bevinden zich zichtbare grafstenen, daaronder liggen de grafkelders. Het balkon en het huidige kerkorgel dateren uit 1950.

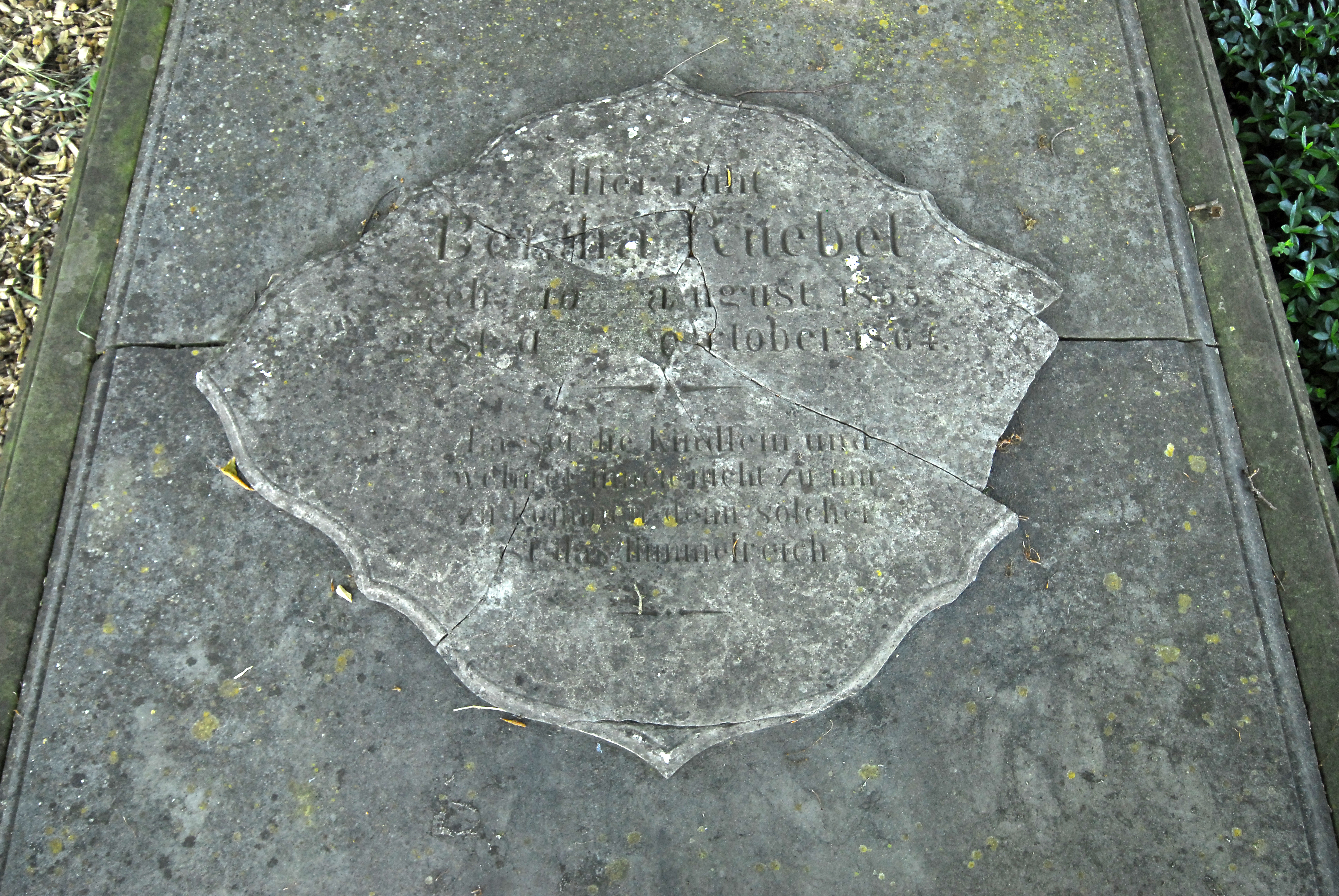
De grafsteen van Bertha Ruebel (1855-1864)
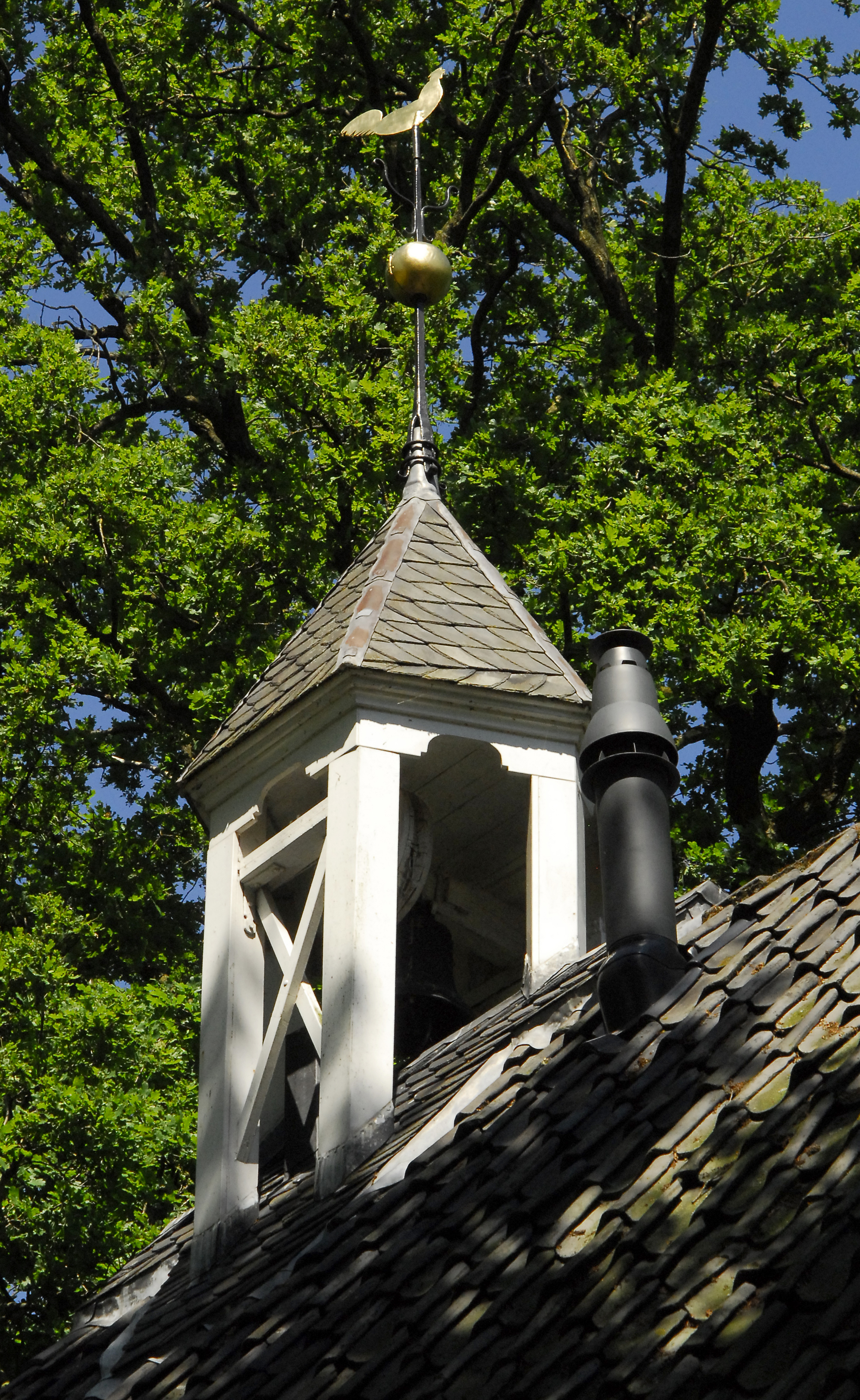
Klokkenstoel op de Antoniuskapel.
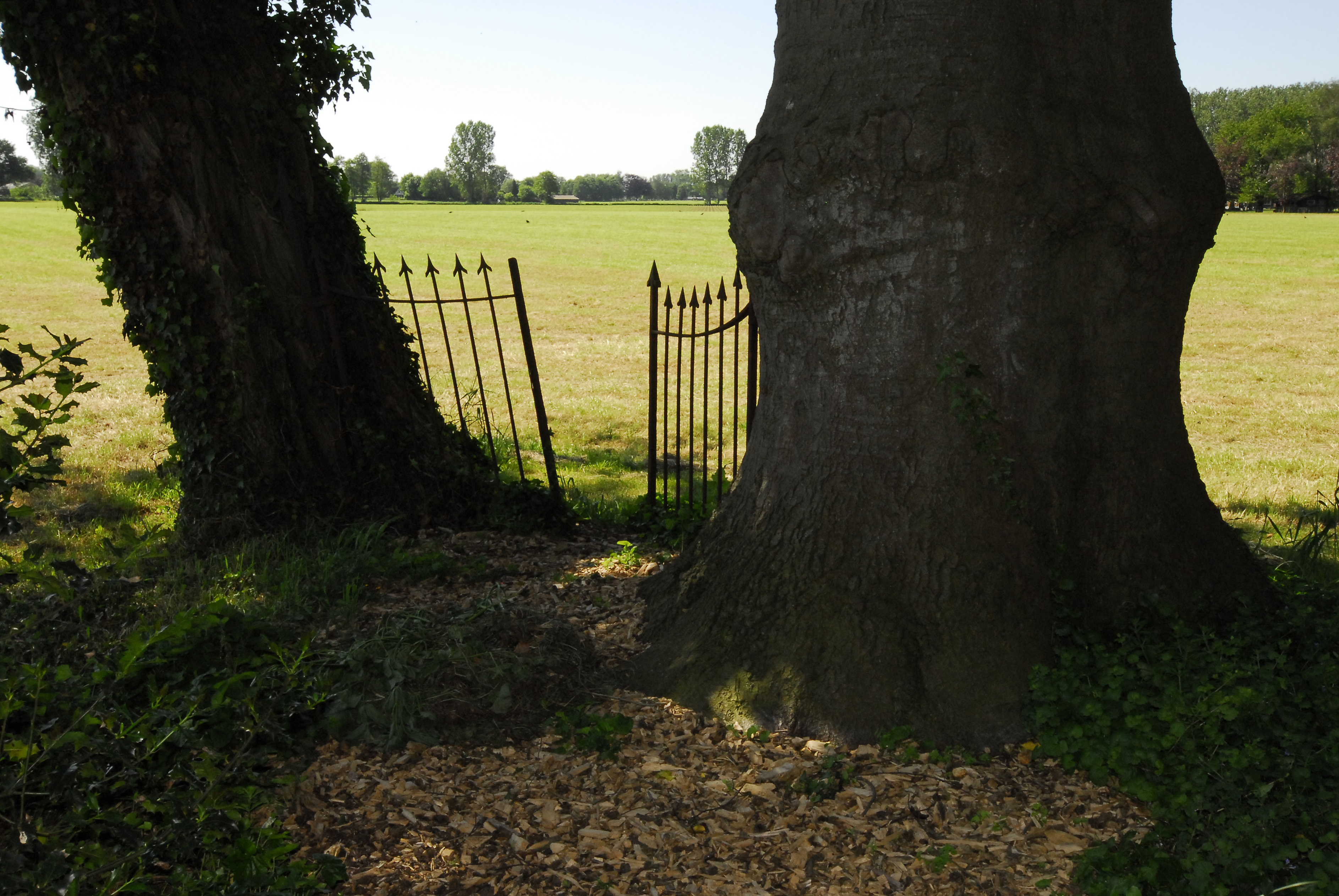
Poortje achter de Antoniuskapel voor de kasteelbewoners.
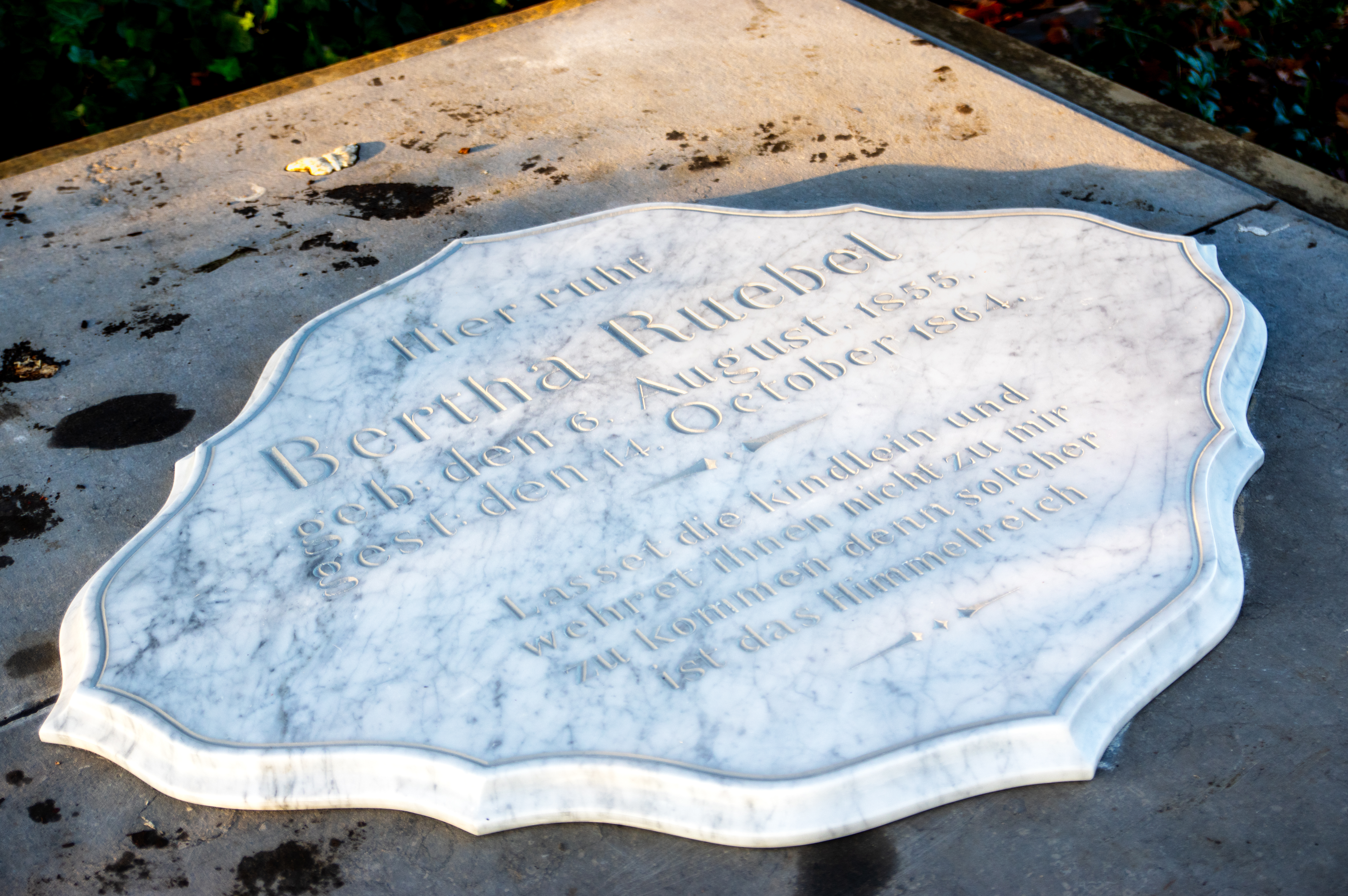
De nieuwe steen die op 3 December 2019 geplaatst is op het graf van Bertha Ruebel